# Amor Muñoz

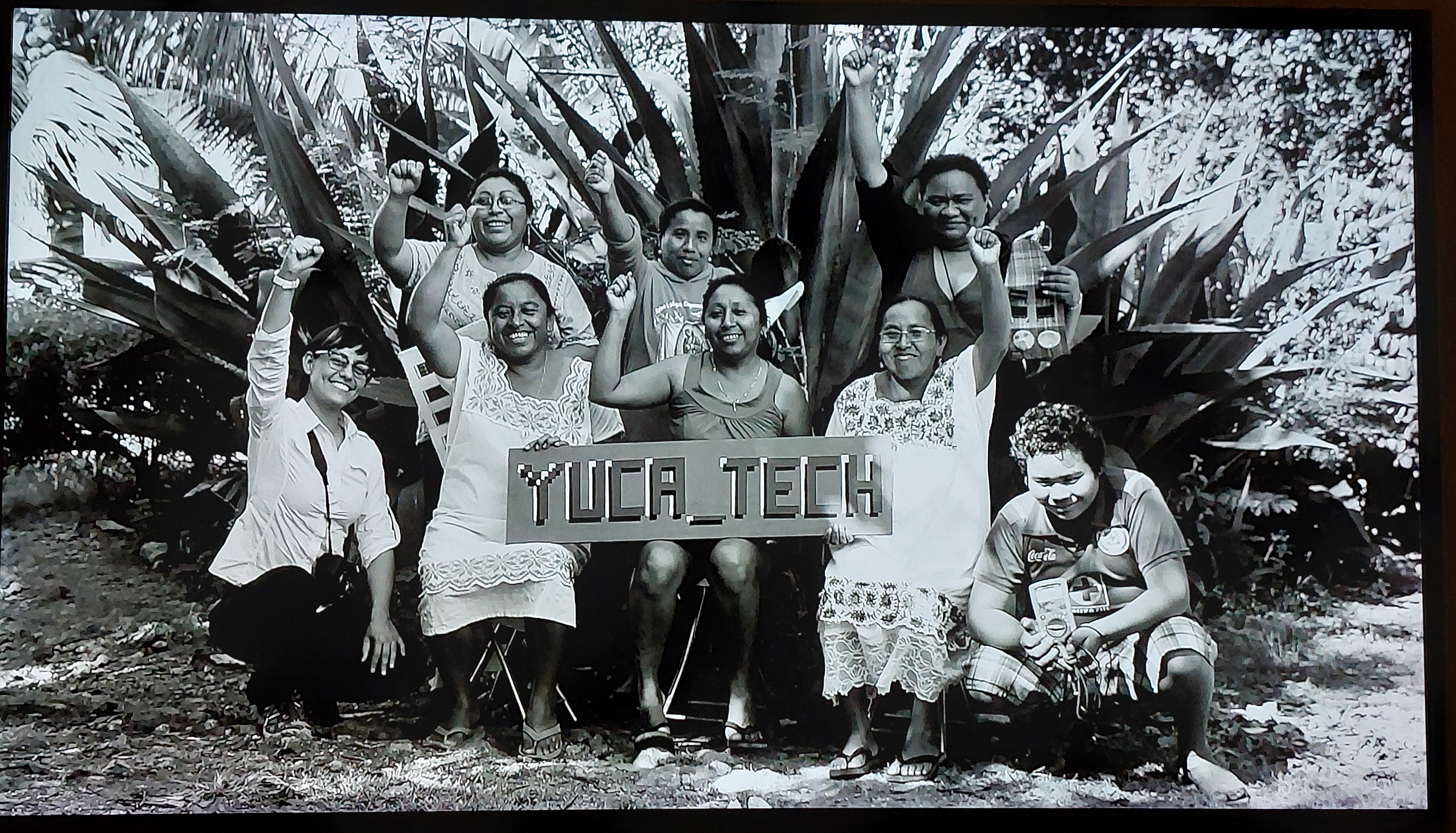
YUCA_TECH: Energy by hand

Amor Muñoz (Mexico-Stad, 5 juni 1979) is een multidisciplinaire Mexicaanse kunstenares die experimenteert op het snijvlak van kunst, technologie en het maatschappelijke domein.

## Studie en werk
Muñoz studeerde rechten aan de UNAM waarna ze beeldende kunst studeerde aan de New Orleans Academy of Fine Arts.
Het werk van de kunstenaar is gebaseerd op verschillende wetenschappelijke vakgebieden. In haar performances, geluidsinstallaties en textielwerken onderzoekt Muñoz de relatie tussen technologie en ambacht. Muñoz experimenteert met verschillende materialen en technieken om een nieuwe visuele taal te ontwikkelen. met een bijzondere belangstelling voor de interactie tussen materiaal en maatschappelijk debat. Muñoz heeft zich ook toegelegd op het geven van onderwijs. Zo geeft ze workshops over elektronica in textiel in verschillende landen zoals Mexico, de Verenigde Staten, Chili, Ierland, Japan en Colombia. Ook  neemt ze deel aan rondetafelgesprekken over kunst en activisme in forums zoals EyeO Festival (VS), Eletronika Festival (Brazilië), Japan Media Arts Festival (Tokio), TAG CDMX (Mexico), en academische instellingen zoals de Academie voor Schone Kunsten in Wenen en de Universiteit voor Kunsten in Linz.

#### Ontwikkeling
In 2009 werd Muñoz uitgenodigd door Damián Flores om deel te nemen aan een artistieke residentie in La Curtiduría in Oaxaca City. Deze artistieke residentie in La Curtiduría was een doorslaggevend moment in haar carrière. Het gaf haar de gelegenheid om nieuwe inzichten te krijgen in de grafische kunst. Waarna ze samen ging werken met de kunstenaar Arcángel Constantini. Terwijl ze zich steeds meer richtte op technische kwesties; elektronica en techniek, begon ze deze elementen te integreren in haar onderzoek.
In opdracht van Casa Vecina creëerde Muñoz "Riesgo, Simulación y Espacio", haar eerste werk met een verplaatsbare geluidsinstallatie actie voor de 25e verjaardag van de aardbeving in Mexico in 1985. Naast het verplaatsbare apparaat bevatte het werk ook schematische schetsen en een handleiding voor het maken van een alarm, dat onder het publiek werd verspreid. 
Voor haar project "Maquila R4" bouwde Muñoz een fabriek waar e-textiel werd gemaakt. De verplaatsbare fabriek werd gebouwd in Faro de Oriente en het project werd ontwikkeld tussen 2011 en 2013. Hoewel het project in het begin geen institutionele steun kreeg, bleef Muñoz het verder ontwikkelen en won uiteindelijk de New Face Award op het Japan Media Arts Festival in 2013 en een eervolle vermelding op Ars Electronica 2012.
In 2015 ontwikkelde ze "Rhythmic Manufacture" in het 21er Haus Museum, Belvedere in Oostenrijk. Deze performance, die een volledige werkweek duurde, had tot doel mensen bewust te maken van de veroudering van de basiscomponenten van elektronica, door parallellen te trekken tussen het geleidelijke verlies van functionaliteit in elektronische componenten en de creatie van aquarel voorstellingen daarvan.
In datzelfde jaar startte ze ook "YUCA_TECH", een sociaal project dat lokale problemen in Maxcanú, Yucatán, wilde oplossen.
Muñoz is een fervent aanhanger van de open source beweging. 

## Exposities
Haar werk is in verschillende musea en op verschillende festivals geëxposeerd, zoals het San Francisco Museum of Modern Art (VS), Rijksmuseum Twenthe (Nederland), 21 Haus, Belvedere (Oostenrijk) en het National Art Center, Tokyo (Japan) 